# مهرجان فينيا ديل مار الدولي للموسيقى 2020
مهرجان فينيا ديل مار الدولي للموسيقى 2020 (بالإسبانية: Festival Internacional de la Canción de Viña del Mar 2020) هي الدورة الحادية والستون لمهرجان الأغنية الدولي في فينيا دل مار، الذي عُقد في الفترة ما بين 23 فبراير و28 فبراير 2020 ، وتديره ماريا لويزا غودوي ومارتن كاركامو. يتم تنظيمه بواسطة تلفزيون ناسيونال د تشيلي والقناة 13 وفوكس اميركا اللاتينية.
تميزت نسخة ذلك العام عن غيرها لأنها أقيمت ، على الرغم من البيئة الاجتماعية والسياسية المتوترة التي تعيشها تشيلي منذ أكتوبر 2019 ، لذلك تميز الحدث بالكامل بأزمة تشيلي 2019.

## الفنانين

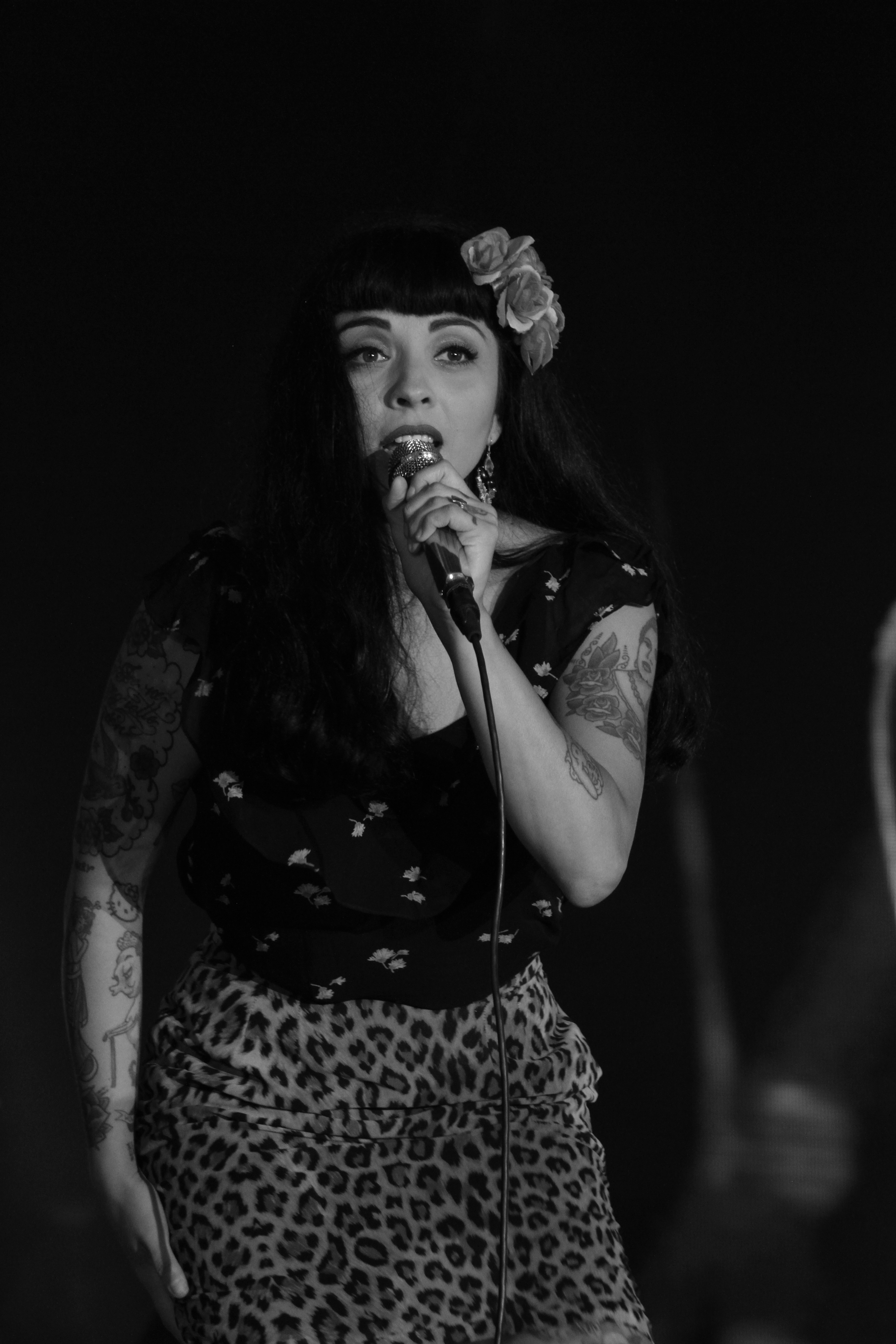
قام مون لافرت للمرة الثانية في المهرجان، بنجاح كبير.

كالعادة، تم تقسيم الروتين إلى نوعين من الترفيه: الغناء والكوميديا.

### المطربين
- ريكي مارتن
- بيدرو كابو.
- مون لافرت.
- فرانسيس فالينزويلا.
- أنا غابرييل.
- بيمبينإلا.
- بابلو البوران.
- لوسيانو بيريرا.
- مارون 5.
- نوشإ د بروج.
- أوسونا.
- دينيس روزنتال.

### الكوميديين
- ستيفان كرامر.
- خافييرا كونتادور.
- إرنستو بيلوني.
- فوصإ ون ومور.
- بول فازكويز.
- بيدرو رومينوت.

## مسابقات

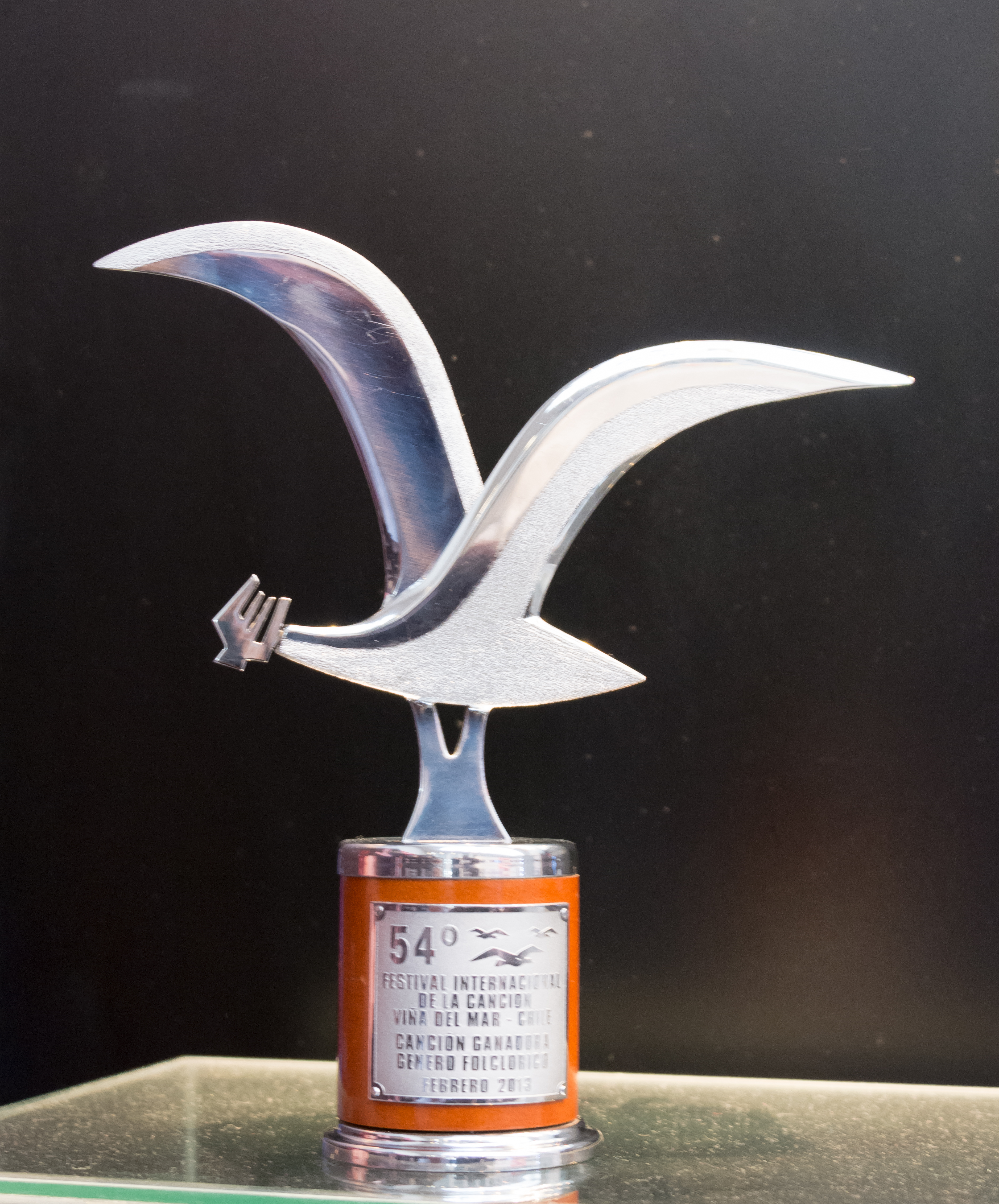
غأبإوطأ.

كما في كل عام، هناك مسابقة دولية للأغنية، مسابقة دولية، تستهدف مختلف الموضوعات الموسيقية في كل بلد، ومسابقة فولكلورية، مع أغنية نموذجية للفولكلور في البلاد الممثلة. يتم منح الفائز بالجائزة الأكثر شهرة في المسابقة: "La Gaviota de Plata" (غأبإوطأ)، لالعربية، النورس. الجائزة تمثل النورس، حيوان شائع جدًا في فينيا ديل مار.
هذا العام، كانت النتائج على النحو التالي:

### عالمي
- المركز الأول:  تشيلي, فيسنتي سيفوينتس «Chillán».
- المركز الثاني:  الإكوادور, جوهان فيرا: «Perdón».
- المركز الثالث:  الأرجنتين, فران فاسكيز: «Bailo con mi sombra».

### فولكلوري
- لمركز الأول:  الأرجنتين, ناهويل بينيسي: «Avanzar».
- المركز الثاني:  تشيلي, سوليداد ديل ريو: «Somos el Paraíso».
- المركز الثالث:  كولومبيا, بولا أريناس: «Buena para nada».

## الخلافات

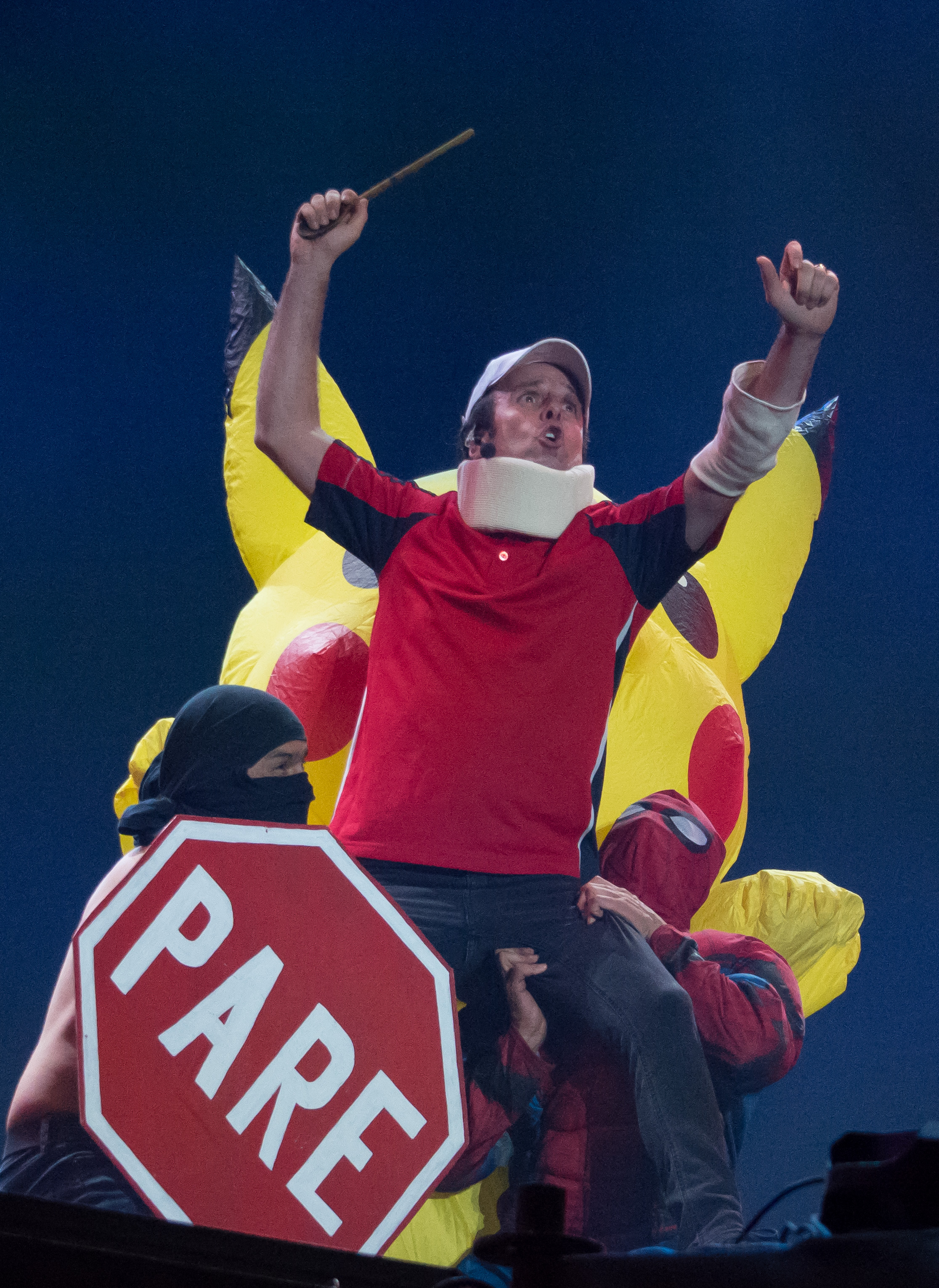
قدم الكوميدي ستيفان كرامر روتينًا مع العديد من النكات والنكات الموجهة ضد الطبقة السياسية التشيلية.

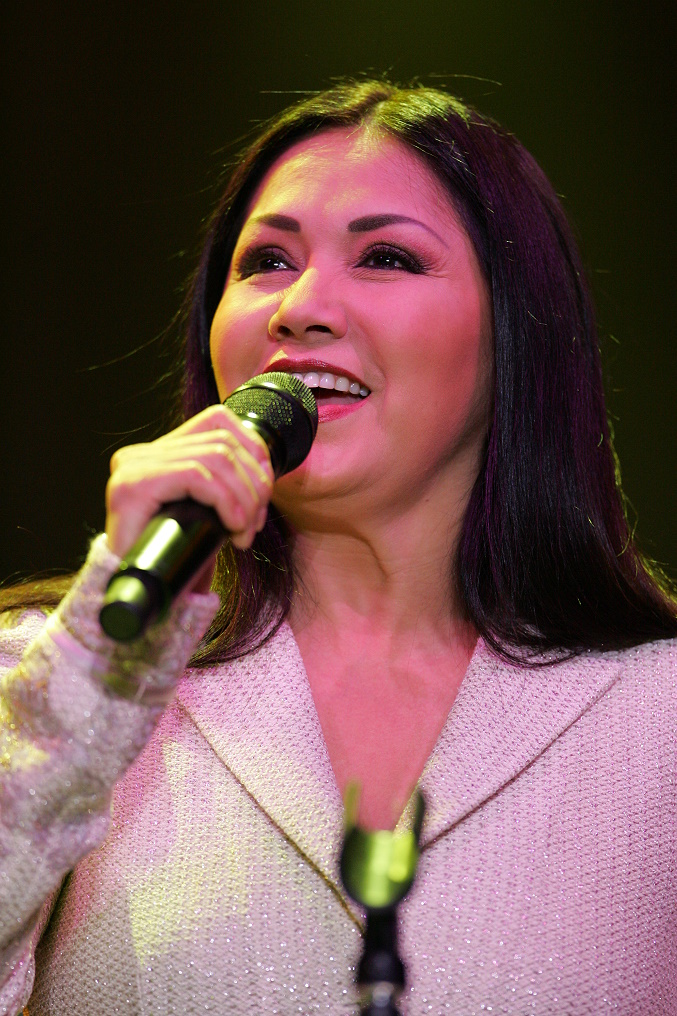
أعطى أنا غابرييل رأيه حول الوضع الحالي في تشيلي، والذي كان له ردود متباينة من الجمهور.

### النكتة السياسية
قام الكوميديون الشيليون مثل الرباعية «فوصإ ون ومور» أو الفكاهي والمقلد ستيفان كرامر بعمل روايات كوميدية تضحك على المواقف المثيرة للجدل داخل المشهد السياسي الاجتماعي الذي عاش في شيلي في نهاية عام 2019 ، ومطلع عام 2020. واتهمت المنظمة بالرقابة على الروتين الفكاهي التي سخرت من السياسيين وحكومة شيلي، ولا سيما الرئيس الحالي سبستيان بنييرا.

## تصريحات المغني
أدلى المغني وكاتب الأغاني المكسيكي الشهير أنا غابرييل والمغني التشيلي مون لافرت بتصريحات سياسية خلال عروضهما. انتقد المغني التشيلي تصرفات الشرطة النظامية في شيلي: «كارابينيروس دي تشيلي» وتصرفات حكومة سبستيان بنييرا. من جانبها، اعترفت المغنية المكسيكية بأنها غير مهتمة بالسياسة، لكنها كانت آسف لأن الناس تضرروا، مقارنة الوضع في تشيلي ببلدان مثل نيكاراغوا أو المكسيك أو فنزويلا.